# John Stefan Medina
John Stefan Medina Ramírez (Envigado, 14 giugno 1992) è un calciatore colombiano, difensore del Monterrey e della nazionale colombiana.

## Carriera

### Club

#### Atlético Nacional
Nella stagione 2009-10, all'età di 17 anni, viene a far parte della rosa dell'Atlético Nacional, con il quale club esordisce il 12 dicembre 2010 in campionato nella gara vinta 1-2 in casa del Quindío. Sarà la sua unica presenza stagionale. Nella stagione successiva diventa un punto più stabile della squadra ed esordisce nel nuovo campionato il 6 febbraio 2011 nella sconfitta interna del Nacional contro l'Envigado per 2-3. Chiude la seconda stagione collezionando 28 presenze in campionato. Nella stagione 2011-12 viene poi lasciato ai margini della rosa e non colleziona nessuna presenza.

### Nazionale
Il 25 ottobre 2009 esordisce con la Colombia U17 nella vittoria per 2-1 nei confronti dell'Olanda U17. Chiuderà la stagione giocando anche nella sconfitta interna per 0-1 contro la Spagna U17.
Il 5 giugno 2011 esordisce poi con la Colombia U20 in un'amichevole pareggiata 1-1 con l'Italia U21.
Il 10 settembre 2013 ha debuttato con la squadra maggiore contro l'Uruguay in una partita di qualificazioni per la Coppa del Mondo FIFA 2014, con la sconfitta della Colombia per 2-0 con gol di Edinson Cavani e Christian Stuani.
Viene convocato per la Copa América Centenario negli Stati Uniti.

## Palmarès

### Club

#### Competizioni nazionali
- Campionato messicano: 1

Monterrey: Apertura 2019

#### Competizioni internazionali
- CONCACAF Champions League: 2

Monterrey: 2019, 2021